# Rauher Kopf (Rothaargebirge)
Der Rauhe Kopf, auch Rauer Kopf genannt, zwischen Benfe und Walpersdorf im nordrhein-westfälischen Kreis Siegen-Wittgenstein ist ein 640,7 m ü. NHN hoher Berg im Rothaargebirge.

## Geographie

### Lage
Der Rauhe Kopf erhebt sich im Südteil des Rothaargebirges im Naturpark Sauerland-Rothaargebirge. Sein Gipfel liegt 1,8 km südwestlich von Waldheim (zu Benfe), 2,2 km nördlich von Walpersdorf (Netphen) und 1,7 km (jeweils Luftlinie) südöstlich vom Forsthaus Hohenroth (zu Netphen). Südöstlicher Nachbar des Berges ist der nahe der Siegquelle gelegene Aukopf (644,9 m) und nordwestlicher eine namenlose Kuppe nahe dem Forsthaus Hohenroth (655 m).

### Naturräumliche Zuordnung
Der Rauhe Kopf gehört in der naturräumlichen Haupteinheitengruppe Süderbergland (Nr. 33), in der Haupteinheit Rothaargebirge (mit Hochsauerland) (333) und in der Untereinheit Dill-Lahn-Eder-Quellgebiet (333.0) zum Naturraum Ederkopf-Lahnkopf-Rücken (333.01).

### Rhein-Weser-Wasserscheide und Fließgewässer
Über den Rauhen Kopf verläuft die Rhein-Weser-Wasserscheide. Auf seinem Westhang entspringt der südostwärtsfließende Kütschenlangenbach, der oberhalb von Walpersdorf in die Sieg mündet. Auf dem Übergangsbereich zu einer namenlosen Kuppe in der Nähe des Forsthauses Hohenroth liegt die Quelle der Benfe, welche ein Eder-Zufluss ist und somit zum Flusssystem Weser gehört.

## Verkehr und Wandern
Über den Nordosthang des Rauhen Kopfes führt von Lützel (zu Hilchenbach) vorbei am Berg und an der Siegquelle die nach Lahnhof (zu Nenkersdorf) an der Lahnquelle verlaufende Landesstraße 722. Sie verläuft in der Bergregion als Teil der Eisenstraße des Rothaargebirges, einer ehemaligen Handels- und Fernverkehrsstraße.